# Квінт Айацій Модест Кресцентіан
Квінт Айацій Модест Кресцентіан (лат. Quintus Aiacius Modestus Crescentianus; ? — після 228) — державний діяч Римської імперії, консул 228 року.

## Життєпис
Походив із роду Айаціїв з північної Італії (або Африки). Про молоді роки немає відомостей. У 198–200 або 202–204 роках як імператорський легат-пропретор керував провінцією Кам'яниста Аравія. Між 198 та 209 роками був консулом-суффектом. У 204 році входив до колегії квіндецемвірів священнодійств.
У 209 році призначений імператорським легатом-пропретором до провінції Верхня Германія. У 228 році став консулом, разом із Марком Помпонієм Мецієм Пробом. Після цього як проконсул керував провінцією Азія. Про подальшу долю нічого невідомо.

## Сім'я
Дружина — Данація Квартіла Авреліана
Діти:
- Квінт Айацій Цензорін Целльсін Арабіан
- Луцій Айацій Модест Авреліан Пріск Агрікола Салвіан